# Bistum Yendi

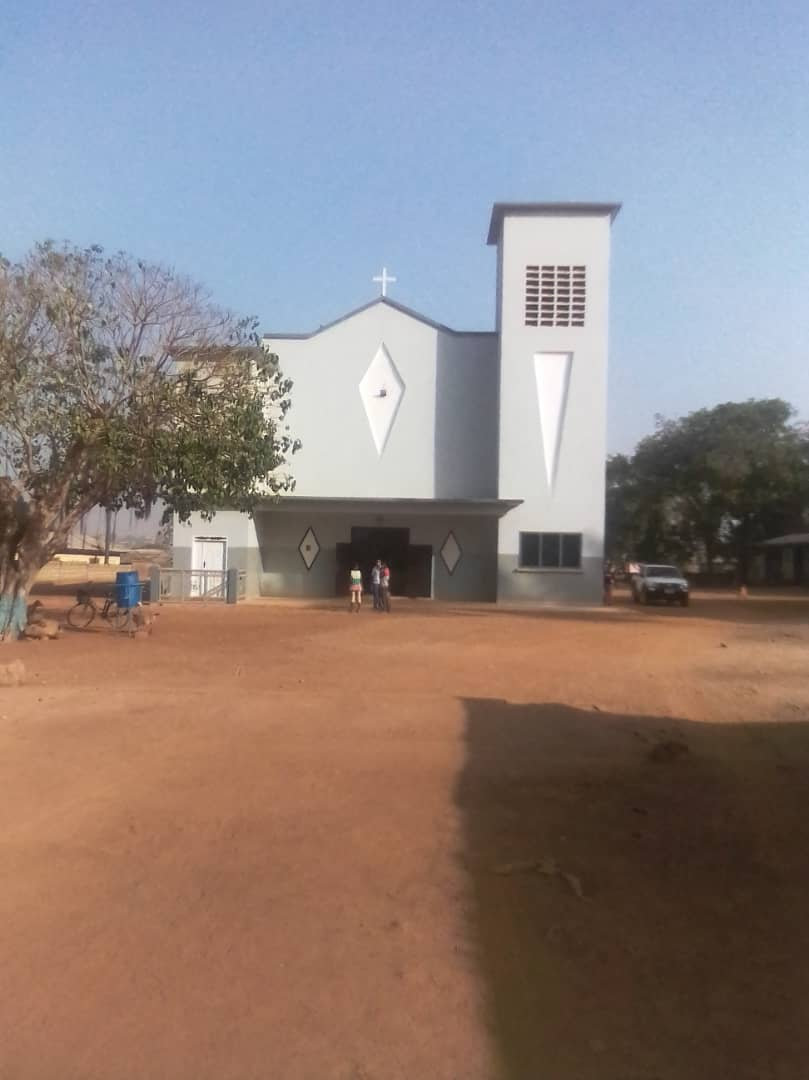
Die Kathedrale von Yendi im Norden Ghanas

Das Bistum Yendi (lat.: Dioecesis Yendensis) ist eine in Ghana gelegene römisch-katholische Diözese mit Sitz in Yendi. Es umfasst die Gemeinden Yendi, Gushiegu, Karago, Bimbilla, Saboba-Chereponi, Zabzugu-Tatal in der Northern Region.

## Geschichte
Papst Johannes Paul II. gründete es mit der Apostolischen Konstitution Sollertem sane am 16. März 1999 aus Gebietsabtretungen des Erzbistums Tamale, dem es auch als Suffragandiözese unterstellt wurde.

## Bischöfe von Yendi
- Vincent Boi-Nai SVD, 1999–2022
- Matthew Yitiereh, seit 2022